# Giang Thanh
Giang Thanh (chữ Hán: 江青; bính âm: Jiang Qing; nghệ danh là Lam Bình; 1914–1991) là người vợ thứ ba của Mao Trạch Đông, Chủ tịch nước Cộng hòa Nhân dân Trung hoa. Bà cũng được nhắc đến như là Mao phu nhân và là lãnh đạo của Tứ nhân bang trong Cách mạng Văn hóa. Khi đang ở đỉnh cao quyền lực, Giang Thanh từng phê chuẩn lệnh bắt nhiều đảng viện cộng sản bị vu là phản cách mạng, thậm chí cả đầu bếp và người giúp việc của họ cũng không thoát.

## Tiểu sử
Giang Thanh sinh tháng 3 năm 1914 tại Chư Thành, Sơn Đông, Trung Quốc. Người cha làm thợ mộc lúc ấy đã 60 tuổi và rất ngao ngán khi mong mỏi con trai thì lại một đưa con gái ra đời. Người mẹ nuôi nấng Giang Thanh trong sự thiếu quan tâm của gia đình chồng. Bà đặt tên con là Thục Mông.
Khi Thục Mông gần 10 tuổi thì người cha họ Lý mất. Hai mẹ con cô càng khó sống ở quê chồng. Người mẹ liền đưa con gái về quê ngoại ở Tế Nam và ở đấy ông ngoại Thục Mông đã đổi tên cháu thành Vân Hạc với mong muốn cháu gái sau này có cuộc sống sung sướng và nhàn hạ. Tuy nhiên đúng như câu cửa miệng của người đời “Cha mẹ sinh con trời sinh tính”, Vân Hạc đi học mà như ngồi trên lửa nóng không yên. Năm 14 tuổi bà bỏ học đi học kịch hát.
Năm 1929, Vân Hạc vào trường nghệ thuật thực nghiệm tỉnh Sơn Đông và bắt đầu sắm các vai kịch hát và bắt đầu gắn bó đời mình với nghệ thật sân khấu. Ở lĩnh vực này Vân Hạc thể hiện là người có năng khiếu, tuy nhiên chỉ được một thời gian ngắn, các gánh hát mà cô ta phục vụ giải thể. Vân Hạc lại trở về quê ngoại và ở đây trong hoàn cảnh thúc ép, Vân Hạc kết hôn với một người con trai họ Phí lúc mới 16 tuổi. Cuộc sống gia đình cùng với những tập tục nghiêm ngặt trói buộc người phụ nữ có chồng vẫn rất nặng nề. Cuộc hôn nhân nhanh chóng tan vỡ.
Trong lúc chưa biết làm gì, Vân Hạc lại gặp may khi được Triệu Thái Mậu ông chủ cũ của trường thực nghiệm Sơn Đông, người rất thích giọng hát và phong cách biểu diễn của cô, hiện làm cán bộ quản lý trường đại học Thanh Đảo giúp đỡ. Tại Thanh Đảo, Vân Hạc làm nhân viên quản lý thư viện. Những năm 30 của thế kỷ XX, phong trào cộng sản phát triển mạnh ở Trung Quốc. Nhiều sinh viên trường Thanh Đảo là thành viên “Mặt trận văn hóa cộng sản”. Vân Hạc đã gặp và đem lòng yêu một sinh viên của thành viên mặt trận đó là Du Khởi Uy. Từ mối quan hệ này Vân Hạc được Du Khởi Uy giới thiệu tham gia các tổ chức thân cộng sản trong đó có “ Ban kịch Hải Tân”. Hoạt động tích cực trong ban kịch và với những vai diễn chống Nhật Bản xâm lược, Vân Hạc được nhiều người biết tới.
Năm 1932, Du Khởi Uy giới thiệu Vân Hạc vào đảng cộng sản Trung Quốc. Vân Hạc và Du Khởi Uy lấy nhau. Cuộc sống gia đình không hôn thú ấy kéo dàì khoảng hai năm thì Du Khởi Uy bị Quốc Dân đảng bắt vào tù. Đây là cú sốc lớn trong cuộc đời Vân Hạc. Cô liền bỏ tổ chức đảng, bỏ cả Du Khởi Uy để về Thượng Hải tìm cơ hội mới. Tại đây, Vân Hạc theo nhóm thanh niên cộng sản rải truyền đơn, diễn kịch chống Quốc Dân đảng. Năm 1934, lúc ấy tròn 20 tuổi, Vân Hạc bị mật vụ Quốc Dân đảng bắt vào tù. Vân Hạc đã tự thú và chỉ bị giam vài tháng rồi được tha.

Sau vụ việc này Vân Hạc một lần nữa đổi tên thành Lam Bình và thử sức trong một số vai diễn ở một gánh hát. Đặc biệt một vai diễn mang tên Nala khiến Lam Bình rất nổi danh. Cái tên Lam Bình và nghiệp diễn đã giúp Lam Bình có vị trí trong giới sân khấu Thượng Hải. Thậm chí năm 1935, được giới yêu nghệ thuật Thượng Hải gọi là năm Nala. 21 tuổi Lam Bình lấy chồng lần thứ ba. Chồng bà là Đường Nạp, làm ở tạp chí Đại công báo. Cuộc sống và những thành công trên sàn diễn ở Thượng Hải tưởng đã là bến đậu của Lam Bình, nhưng rồi sóng gió lại xảy ra. Chưa đầy hai năm Đường Nạp và Lam Bình lại ai đi đường nấy.

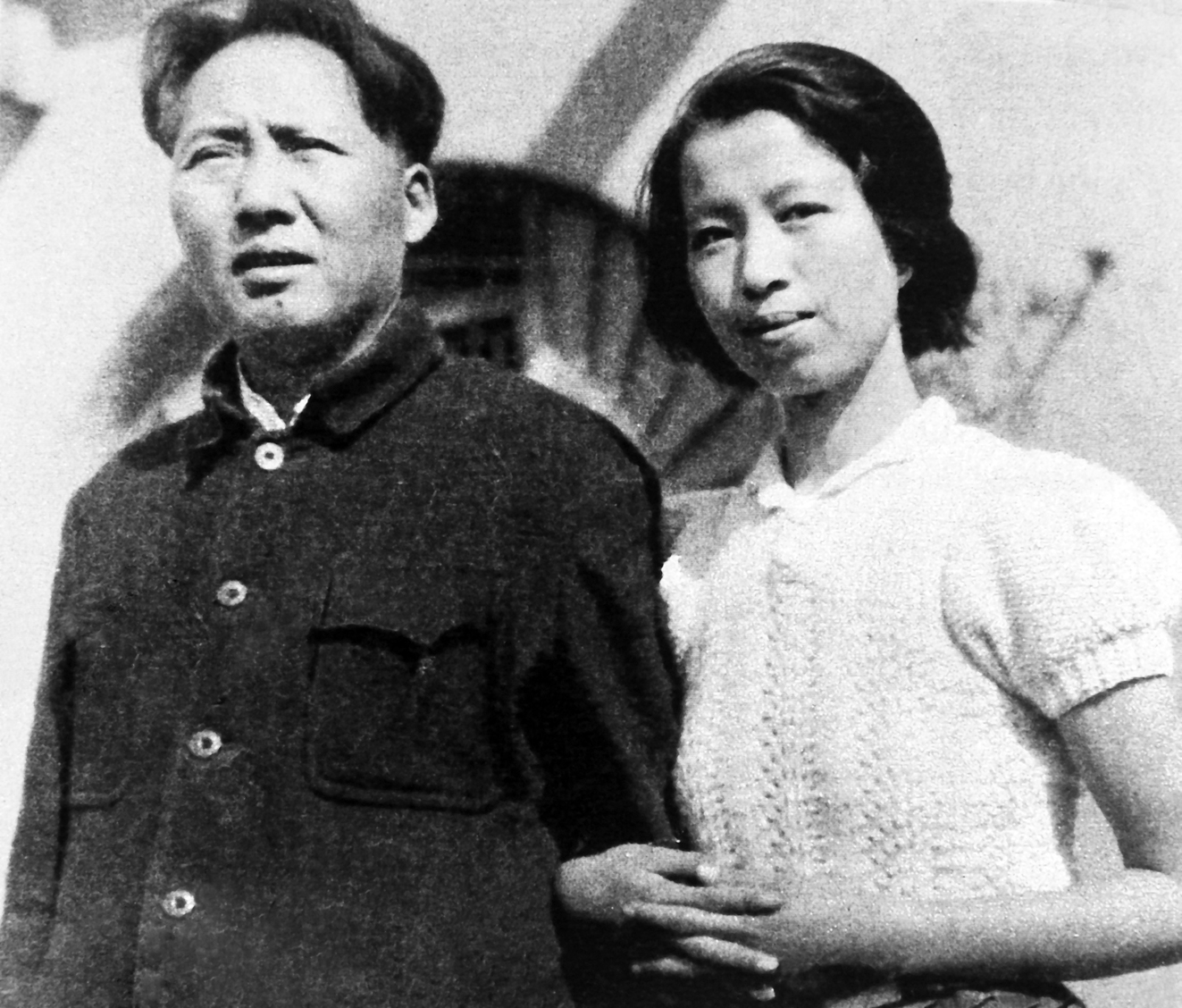
Giang Thanh và Mao tại Diên An

Từ bỏ ba người chồng một cách nhẹ nhàng, từ Thục Mông, Vận Hạc tới nay là Lam Bình quyết làm một chuyến phiêu lưu lên vùng rừng núi heo hút Diên An, lúc ấy đang là Thủ đô của lực lượng công sản Trung Quốc. Được một số người hoạt động cộng sản ở Thượng Hải giới thiệu, Lam Bình gặp Ngụy Củng Chi,  là vợ Nguyên soái Diệp Kiếm Anh sau này, giới thiệu tiếp và lọt vào Diên An. Tại đây Lam Bình xin được khôi phục đảng tịch. Cuộc đời Lam Bình từ đây lại bước sang một trang mới.
Đến năm 1938, bà gặp Mao Trạch Đông ở Diên An, hai người sau đó đã kết hôn. Sau khi về ở với nhau, Lam Bình đề nghị Mao Trạch Đông đổi cho mình một cái tên mới để đánh dấu chặng đường đời trở thành đệ nhất phu nhân Trung Quốc. Mao Trạch Đông đã lấy chữ đầu và chữ cuối trong câu thơ cuối của bài thơ “ Tương linh cổ sức” mà ông thường ngâm là: “Giang biên sổ phòng thanh” đặt cho vợ mới. Đó là Giang Thanh. Năm 1940, Giang Thanh sinh con gái đầu lòng với người chồng thứ tư Mao Trạch Đông. Về phía Mao Trạch Đông đây là đứa con thứ mười và Giang Thanh cũng là người vợ thứ tư của ông. Mao đặt tên con gái là Lý Nạp, lấy chữ Lý trong họ của mẹ.

## Hoạt động chính trị
Tháng 10/1949, nước Cộng hòa nhân dân Trung Hoa được thành lập. Không lâu sau, Mao Trạch Đông công du đến Liên Xô. Khi đang ở Matxcơva, Mao Trạch Đông đã nhận được điện báo của Giang Thanh xin được đến vùng giải phóng mới để “xem xét”. Thực ra, đây là một đề nghị hoàn toàn chính đáng và Mao Trạch Đông đã đồng ý. Nhưng ông đã thông qua điện báo gửi Lưu Thiếu Kỳ – người phụ trách văn phòng Trung ương Đảng tại Bắc Kinh chuyển cho Giang Thanh.
Nội dung bức điện: "Gửi đồng chí Lưu Thiếu Kỳ!. Tôi đã nhận được điện ngày 1 tháng 1, đồng ý cho Giang Thanh đến vùng giải phóng mới, nhưng phải được sự đồng ý của đồng chí Lưu Thiếu Kỳ. Nếu được sự đồng ý, Giang Thanh phải lấy danh nghĩa là nhân viên nghiên cứu thuộc phòng nghiên cứu chính sách Trung ương Đảng, đồng thời phải do bộ tổ chức của Trung ương Đảng viết giấy giới thiệu đến tổ chức của vùng giải phóng. Vì thế, cần phải nói chuyện và có sự đồng ý của đồng chí Liêu Lỗ Ngôn và do đồng chí ấy quyết định. Đến vùng giải phóng mới chỉ được thu thập tài liệu, không được phát biểu ý kiến, không được làm phiền quá nhiều đến đảng bộ chính quyền địa phương, mọi việc theo sự sắp xếp của đồng chí Thiếu Kỳ và do đồng chí làm chủ".
Sau năm 1949, Giang Thanh làm việc tại Bộ Văn hóa của Trung Quốc. Khi đang ở đỉnh cao quyền lực, Giang Thanh từng phê chuẩn lệnh bắt nhiều đảng viện cộng sản bị vu là phản cách mạng, thậm chí cả đầu bếp và người giúp việc của họ cũng không thoát.
Nhưng với dòng chảy của thời gian, nhược điểm của Giang Thanh bắt đầu lộ rõ. Lâm Khắc - thư ký của Mao Trạch Đông phát hiện ra Giang Thanh là người "yêu hư vinh, thích khoe khoang, ích kỉ đố kị, chuyên quyền, thậm chí xúi giục trả thù”. Làm việc bên cạnh Mao Trạch Đông 12 năm, Lâm Khắc dần dần phát hiện ra “Đang có một mối nguy hiểm tiềm ẩn ở Giang Thanh đó chính là tham vọng quyền lực chính trị”.
Sau Đại nhảy vọt (1958–1961), Mao bị chỉ trích rất cao trong Đảng. Sau khi Mao viết một cuốn sách nhỏ đặt câu hỏi về sự tồn tại của nhạc kịch truyền thống "phong kiến và tư sản", Giang Thanh lấy nó làm căn cứ thanh lọc mọi thứ một cách có hệ thống trên phương tiện truyền thông và văn học Trung Quốc ngoại trừ tuyên truyền về chính trị. Kết quả cuối cùng là sự đàn áp gần như toàn bộ tất cả các tác phẩm sáng tạo ở Trung Quốc ngoài các tài liệu "cách mạng" được quy định.
Được hỗ trợ bởi Mao, bà được bổ nhiệm làm thành viên Nhóm Cách mạng Văn hóa vào năm 1966 và nổi lên như một nhân vật chính trị vào mùa hè năm đó. Tại Đại hội Đảng lần thứ 9 vào tháng 4 năm 1969, bà được đưa lên Bộ Chính trị. Lúc đó bà đã thiết lập một mối quan hệ làm việc chính trị chặt chẽ với các thành viên khác sau này được gọi là Tứ nhân bang - Trương Xuân Kiều, Vương Hồng Văn và Diêu Văn Nguyên. Bà là một trong những nhân vật gây tranh cãi và quyền lực nhất ở Trung Quốc trong những năm cuối của Mao.
Trong thời gian này, Giang Thanh bắt đầu đóng một vai trò chính trị ngày càng tích cực. Bà đã tham gia vào các hoạt động quan trọng nhất của Đảng và chính phủ. Bà được hỗ trợ bởi một phe đảng cấp tiến, được đặt tên bởi Mao, Tứ nhân bang.
Cơn bão đầu tiên của Cách mạng Văn hóa đã chấm dứt khi Chủ tịch Lưu Thiếu Kỳ bị buộc phải rời khỏi tất cả các chức vụ vào ngày 13 tháng 10 năm 1968. Lâm Bưu giờ đã trở thành người kế nhiệm được Mao chỉ định. Chủ tịch Mao đã ủng hộ cho nhóm Tứ nhân bang. Bốn người này chiếm giữ các vị trí mạnh mẽ trong Bộ Chính trị sau Đại hội Đảng lần thứ VI năm 1973.
Giang Thanh đã lợi dụng cuộc cách mạng văn hóa để trả thù cá nhân của mình, bao gồm cả những người đã gây khó dễ trong suốt sự nghiệp diễn xuất của bà vào những năm 1930. Giang Thanh kích động thanh niên cực đoan được tổ chức như Hồng vệ binh nhằm chống lại các nhà lãnh đạo chính trị cao cấp khác và các quan chức chính phủ, bao gồm Lưu Thiếu Kỳ, Đặng Tiểu Bình.
Năm 1968 và 1974, Giang Thanh chỉ đạo chiến dịch "Phê phán Lưu, phê phán Khổng Tử" chống lại thủ tướng Chu Ân Lai được xem đối thủ chính trị chính. Năm 1975, Giang khởi xướng một chiến dịch mang tên "Phê phán Song Giang, Đánh giá Lề nước", khuyến khích việc sử dụng Chu Ân Lai như một ví dụ về một kẻ thua cuộc chính trị. Sau khi Chu Ân Lai qua đời vào năm 1976, Giang đã khởi xướng chiến dịch ngăn cản và cấm bất kỳ tổ chức tang lễ công khai nào cho Chu Ân Lai nhưng không thành do sau đó Bộ Chính trị đã quyết định tổ chức hẳn một lễ quốc tang dành cho ông.

## Hôn nhân với Mao Trạch Đông
Sau khi Hạ Tử Trân đi Liên Xô, ngày 20 tháng 11 năm 1938, Mao Trạch Đông đã kết thúc cuộc sống độc thân bằng việc kết hôn với diễn viên Lam Bình đến từ Thượng Hải. Cùng ngày, Diên An đột nhiên nổ ra vụ ném bom oanh tạc của đế quốc Nhât, vì thế dân gian mới truyền nhau câu nói nổi tiếng: "Chủ tịch kết hôn gây kinh thiên động địa". Sau khi kết hôn người phụ nữ này đổi tên thành Giang Thanh và cái tên này đã nổi tiếng khắp Trung Quốc suốt 30 năm sau.
Cuối tháng 8/1938, Lam Bình được văn phòng bát lộ quân ở Tây An giới thiệu đến Diên An. Sau khi đến Diên An, Lam Bình yêu cầu khôi phục lại đảng tịch của mình, Trung ương Đảng đã tiến hành thẩm tra và tháng 11 cô bắt đầu vào học tại trường Đảng của Trung ương Đảng.
Mùa xuân năm đó, đoàn kịch cứu quốc Thượng Hải kết hợp với đoàn hí kịch Diên An diễn vở kịch nói” Máu tế Thượng Hải”, Lam Bình cũng tham gia diễn xuất. Sau buổi biểu diễn, bộ truyền thông Trung ương đã mở tiệc thiết đãi toàn thể diễn viên. Lam Bình cũng dự tiệc và lần đầu gặp Mao Trạch Đông.
Khi đó Mao Trạch Đông đã 44 tuổi còn Lam Bình mới 24 tuổi, vừa chân ướt chân ráo đến Diên An. Việc kết hôn của hai người là chuyện lớn, hơn nữa lại rất phức tạp. Trung ương Đảng rất quan tâm và cũng rất thận trọng, thậm chí còn tổ chức họp Đảng để thảo luận và đưa ra phương án hợp lý.
Chính Mao Trạch Đông khi kể lại với Chu Thế Chiêu (một người bạn tốt thuở thiếu thời) về việc Trung ương Đảng đưa ra phương án nào về chuyện kết hôn của ông và Giang Thanh đã chia sẻ: "Có những hôm, buổi tối chúng tôi cũng họp, tôi còn nhớ họp đến 12 rưỡi đêm. Đột nhiên đồng chí Chu Ân Lai bảo tôi: "Phiền Chủ tịch ra ngoài một chút, chúng tôi có việc cần thảo luận và nghiên cứu".
Tuy Trung ương Đảng đã đồng ý để Mao Trạch Đông kết hôn với Giang Thanh nhưng Trung ương cũng đề ra “ba điều lệ trong hiến pháp tạm thời" và yêu cầu Giang Thanh phải thực hiện:
- Thứ nhất: Khi mối quan hệ vợ chồng của Mao Trạch Đông và Hạ Tử Trân chưa chấm dứt, Giang Thanh không được phép mạo nhận mình là phu nhân của Mao Trạch Đông.
- Thứ hai: Giang Thanh chịu trách nhiệm sống cùng và chăm lo sức khỏe cho Mao Trạch Đông, sau này không ai có quyền đưa ra bất kỳ yêu cầu gì tương tự đối với Trung ương Đảng.
- Thứ ba: Giang Thanh chỉ được quản công việc và đời sống riêng tư của Mao Trạch Đông, trong vòng 20 năm sau kết hôn, tuyệt nhiên không được đảm nhiệm bất kì một chức vụ nào trong Đảng cộng sản Trung Quốc, đồng thời không được can dự vào những công việc nội bộ Đảng và không được tham gia hoạt động chính trị.

“Ba điều lệ trong hiến pháp tạm thời" là bút tích của Vương Nhược Phi (năm 1947, sau khi quân đội của Quốc dân đảng tiến vào Diên An, Vương Nhược Phi làm tổng bí thư Đảng cộng sản Trung Quốc).
“Sau khi 'Đại cách mạng văn hóa' nổ ra, “Giang Thanh không còn chú ý quan tâm chăm sóc Mao Trạch Đông mà ngược lại còn thường xuyên quấy nhiễu. Vết rạn nứt tình cảm giữa hai người càng ngày càng sâu. Đương nhiên, việc li hợp là chuyện riêng của hai người nhưng sự lạnh nhạt của Giang Thanh cũng liên quan không nhỏ đến hoạt động ngoại giao của Mao Trạch Đông.
Theo Lâm Khắc thì khi “Đại cách mạng văn hóa” bắt đầu nổ ra, Mao Trạch Đông và Giang Thanh đã ly thân, ông đã chuyển sang sống ở phòng khác. Nhưng mối quan hệ vợ chồng của họ vẫn còn trên pháp lý, bởi vì nó vẫn cần thiết cho chính trị.
Trong hồi ký “Những điều tôi biết về Mao Trach Đông” của mình, Lâm Khắc cũng có nhận xét về con người Giang Thanh. Theo ông, trên chính trường, Giang Thanh là người nhìn mặt đoán lời. Thời kì sau thập niên 50, bà ta đã dần dần phát triển tư tưởng cánh “tả” của mình. Nhân danh cho việc đấu tranh giai cấp đã gây ra rất nhiều sóng gió trên chính trường Trung Quốc.

## Đời tư
17 tuổi, Giang Thanh kết hôn lần đầu tiên với Bùi Minh Luân (裴明伦), con trai của một doanh nhân. Cuộc hôn nhân nhanh chóng tan vỡ và họ ly hôn tháng 7/1931.
18 tuổi, Giang Thanh kết hôn với Hoàng Kính (黄敬). Cuộc hôn nhân kéo dài 2 năm.
22 tuổi, Giang Thanh kết hôn với nhà văn Đường Nạp (唐納). Cuộc hôn nhân này cũng chỉ kéo dài được 1 năm.
23 tuổi, Giang Thanh kết hôn với Mao Trạch Đông và sinh được một người con gái đặt tên Lý Nạp. Cuộc hôn nhân này kéo dài đến khi chủ tịch Mao từ trần (1938-1976).

## Qua đời
Giang Thanh sốt liên miên và nhập viện của công an ở Tử Tiên Kiều từ ngày 13 tháng 3 năm 1991. Bà ghi tên “Lý Nhuận Thanh” trong phiếu khám bệnh. Ngày 18 tháng 3, bà được chuyển tới một gian buồng bệnh có 1 phòng ngủ, 1 phòng tắm và tủ để đồ. Bà từng nhiều lần từ chối đề nghị phẫu thuật họng của bác sĩ. 3 giờ 30 phút ngày 14 tháng 5, y tá phát hiện bà treo cổ trong bồn tắm của bệnh viện. Thi thể của Giang Thanh nặng 47 kg, hao 1 kg so với ngày 15-3 khi vào bệnh viện.
Chiều hôm đó, được tin Lý Nạp đã tới bệnh viện ký vào giấy báo tử. Không có bất kỳ một lễ tang lễ được tổ chức. Sau đó 3 ngày, thi thể Giang Thanh đã được hỏa táng. Hôm đó Lý Nạp không có mặt., ông yêu cầu chuyển hộp tro xương cho mình.
Phải tới đầu tháng 6 năm 1991, tuần báo Thời đại mới đăng tin cái chết của Giang Thanh. Tờ báo ghi rõ Giang Thanh đã thắt cổ tự tử, nguyên nhân tự sát do ung thư vòm họng. Sau đó mấy ngày, vào khoảng 11 giờ đêm ngày 4 tháng 6, Chính phủ Trung Quốc đã xác nhận nội dung chủ yếu của bài báo. Toàn văn thông báo như sau:
“Theo tin Tân hoa xã Bắc Kinh ngày 4-6, Giang Thanh, thủ phạm vụ án tập đoàn phản cách mạng Lâm Bưu, Giang Thanh, trong thời gian chữa bệnh tại ngoại, sáng sớm ngày 14-5-1991 đã tự sát tại nơi ở của bà tại Bắc Kinh. Tại phiên tòa đặc biệt Tòa án Nhân dân tối cao, tháng 1-1981, Giang Thanh đã bị kết án tử hình, được hoãn thi hành án trong 2 năm, bị tước đoạt quyền lợi chính trị suốt đời. Tháng 1-1983 được sửa thành án tù chung thân. Ngày 4-5-1984 được phép chữa bệnh tại ngoại”.
Thông báo không hề đề cập tới tiểu sử cuộc đời Giang Thanh, cũng không hề đề cập tới bà ta đã từng giữ các chức vụ cao, hay đã từng suốt 18 năm ròng làm Đệ nhất phu nhân và vợ Chủ tịch Mao Trạch Đông. 

## Những lời bào chữa
Ngày 9/9/2016, nhân kỉ niệm 40 năm ngày mất Mao Trạch Đông (9/9/1976 –9/9/2016), tác giả Quan Lĩnh viết: "Tình yêu của Mao Trạch Đông và Giang Thanh là điển hình của mô thức 'anh hùng – mỹ nhân'. Tình yêu này thực sự nồng thắm bất chấp sự phản đối của các cán bộ lão thành cấp cao của đảng Cộng sản Trung Quốc. Cho dù khi đó có nhiều người gièm pha với Mao Trạch Đông rằng Giang Thanh xuất thân là đào hát, trải qua nhiều cuộc hôn nhân, lai lịch không tốt nhưng lãnh tụ Trung Quốc vẫn bất chấp tất cả để kết hôn".
Cùng ngày, truyền thông Trung Quốc cũng cho biết trong những ngày đầu của cuộc Đại cách mạng văn hóa, Giang Thanh được cử làm Phó ban chỉ đạo, chỉ đứng sau Mao Trạch Đông. Tuy nhiên, Mao Trạch Đông đã viết cho bà một bức thư có nội dung: "Sự vật thường diễn biến theo chiều ngược lại, tâng bốc, sùng bái càng cao thì ngã càng đau, Tôi đã chuẩn bị tâm lý là mình sẽ bị ngã đau, bị người ta vùi dập".
Báo đảng Trung Quốc Nhân dân nhật báo ngày 13/1/2012 cũng viết: "Khi còn ở khu căn cứ địa Thiểm Bắc, Mao Trạch Đông từng nói với những người thân cận rằng: 'Sau khi tôi chết, người ta sẽ trù đập, đấu tố Giang Thanh tới chết, bởi vì bà ấy ăn nói đanh đá, chua ngoa làm mất lòng mọi người'."
Đúng như lời dự báo của Mao Trạch Đông, ngày 9/9/1976 Mao qua đời thì đến tháng 10/1976 Giang Thanh bị bắt. Tháng 1/1981 Giang Thanh bị đưa ra xét xử ở "phiên tòa thế kỷ" với 35 thẩm phán và 600 đại biểu được mời tới dự.
Tại phiên tòa, Giang Thanh từng phản biện: "Các vị đều rất rõ, lúc bấy giờ, Đảng làm những việc mà bị nhân dân và các ngài ai oán nhưng nay tất cả đều đổ tội lên đầu tôi... Tôi chỉ là một người lãnh đạo của đảng, đứng bên cạnh Mao Chủ tịch..." Giang Thanh nói tiếp: "Các người có biết không? Tối hôm đó, Mao Chủ tịch viết cho Hoa Quốc Phong một bức thư, trong đó viết: ‘Anh làm việc, Tôi yên tâm’ nhưng trong thư đó chí ít còn thêm 6 chữ nữa là: ‘Có vấn đề, hỏi Giang Thanh’. Vậy đấy, nhưng nay lại đổ hết tội lỗi lên đầu tôi."